# موسی کینگزلی
موسی کینگزلی (انگلیسی: Moses Kingsley؛ زادهٔ ۱۶ نوامبر ۱۹۹۴) بازیکن بسکتبال اهل نیجریه است.